# Pima
Pima je pleme Piman Indijanaca, porodica Juto-Asteci, u dolinama rijeka Gila i Salt u Arizoni. Nekada oko 4,000 (1680, prema Mooneyu), u oko 90 sela, danas 20,000 (prema NAHDB-u) na rezervatima Gila River, Salt River. 

## Ime
Riječ 'pima' u jeziku Nevome Indijanaca znači 'no' (=ne),  nastala u nesporazumu ranih misionara s Indijanacima.  Sami sebe oni nazivaju Akimel O'Odham (ispravnije Akimel O'odham) u značenju ("People of the River"). Swanton, u svojem vremenu nalazi gotovo identičan naziv Â'-â'tam  ili Â'-â'tam â'kiműlt ( "river people"), kako bi ih se moglo razlikovati od Papago Indijanaca, njihovih jezičnih i etničkih srodnika. Drugi nazivi za njih manje su poznati. Tonto Indijanci nazivali su ih Widshi iti'kapa, a Yavapai Tihokahana. Kod Maricopa postojao je naziv Tex-pas, a kod Apača Saikiné, što znači  "living in sand (adobe) houses,". Apači nam ostavljaju još jedan etnografski vrijedan podatak u nazivu Nashteíse, "live in mud houses". Oba ova naziva živo nam dočaravaju kakove su nastambe Pime sebi gradili u pred-kontaktnom dobu.

## Sela
Pima Indijanci dijele ime zajedno s plemenom Pima Bajo (Lower Pima)  iz Sonore. Oni što žive u Arizoni poznati su kao Pima, prije nazivani i Pima Alto ili Upper Pima. Njihova sela su bila: Agua Escondida, Agua Fria, Aquitun, Aranca (dva sela nepoznate lokacije), Arenal (možda), Arivaca, Arroyo Grande, Bacuancos (Sonora, Mexico), Bisani (Sonora, Mexico), Blackwater, Bonostac, Busanic (na granici Arizona-Sonora), Cachanila (možda njihovo), Casa Blanca, Cerrito (možda od Pima), Cerro Chiquito (možda od Pima), Chemisez, Chupatak, Chutikwuchik, Chuwutukawutuk, Cocospera (Sonora, Mexico), Comac, Estancia, Gaibanipitea (možda od Pima, i vjerojatno identično ruševinama Santa Cruz, zapadno od Tombstone, Arizona), Gutubur (lokacija nepoznata), Harsanykuk, Hermho, Hiatam, Hormiguero (možda od Pima), Huchiltchik, Hueso Parado (zajedno s Maricopama), Imuris, near the eastern bank of Rio San Ignacio, or Magdalena (Sonora, Mexico), Judac, Kamatukwucha, Kamit, Kawoltukwucha, Kikimi, Kookupvansik, Mange, Merced, Nacameri (Sonora, Mexico), Napeut, Ocuca (Sonora, Mexico), Oquitoa (na Rio del Altar, sjeverozapadna Sonora, Mexico), Ormejea, Oskakumukchochikam, Oskuk, Peepchiltk, Pescadero (sjeverna Sonora, Mexico), Petaikuk, Pitac (na rijeci Gila), Potlapigua (blizu Babispe i Baserac, u Sonori, Mexico, što pripada teritorij u Opata), Remedios (misija na San Ignacio, pritoci Rio Asunciona, Sonora, Mexico), Rsanuk, jedna milja od Sacaton Station-a), Rsotuk, Sacaton, San Andrés Coata, San Fernando (9 liga /leagues/; oko 50 km istočno od ruševina Casa Grande, blizu Gile), San Francisco Ati, San Francisco de Pima (Sonora, Mexico), San Serafin, Santan, Santos Angeles (Sonora, Mexico), Saopuk, Sepori, Shakaik, Statannyik, Stukamasoosatick, Sudacson, Tatsituk, Taumaturgo, Tubuscabors, Tucson (ovo selo možda je bilo zajedničko s Papago i Sobaipuri Indijancima, na mjestu suvremenog Tucsona), Tucubavia (Rio Altar, sjeverna Sonora, Mexico), Tutuetac, Uturituc (možda na mjestu današnjeg Sacatona i Wechurt (na North Blackwateru, southern Arizona).

## Povijest
Pime 1694. posjećuje otac Eusebio Francisco Kino, jedan od ranih španjolskih istraživača koji je prolazio pustinjama američkog Jugozapada, i utemeljio brojne misije u Novom svijetu. Godine 1698. Kino ih iznova posjećuje, a to će učiniti još četiri puta do 1702. –Godine 1731 otac Felipe Segresser i Juan Bautista Grashoffer utemeljuju misije San Xavier del Bac i San Miguel de Guevavi, koje postaju prva stalna španjolska naselja u Arizoni. Pime su kasnije u dobrim odnosima s bijelcima. Tako oni godine 1856. sudjeluju s američkom vojskom u borbi protiv Apača. Godine 1879. za njih i Maricope utemeljuje se rezervat Salt River, a 1883. Gila River.

## Etnografija
Pima Indijanci srodni su Papagima, koji žive prema jugu od njih, i Nevome Indijancima iz Sonore. Naselja Pima su permanentna, s nastambama od zemlje i drugog materijala.  Kao sjedilačko agrarno pleme, poznavali su i irigaciju, uzgajali su kukuruz, pamuk, grah, tikve i drugu kulturu. Povećanje Pima-populacije tjeralo ih je da se rašire po velikom području, ali ih je neprijateljstvo pridošlih plemena, možda Apača, natjerala da konsolidiraju svoje snage.  Pime se vode kao potomci naroda nazivanog Hohokam, upravo poznati po dugim irigacijskim kanalima i ruinama koje su danas zaštićene i nalaze se na području nacionalnog spomenika Hohokam Pima u Arizoni, sjeverozapadno od Sacatona. Svoja polja ovi Indijanci morali su štititi, napose od napasnih pljačkaških bandi Apača, pa su u tu svrhu imali organizirane ophodnje za njihovu zaštitu.
Pime bijahu organizirani u pet patrilinearnih grupa. Formalnih ženidbenih ceremonija nije bilo, i par bi jednostavno zajednički počeo kohabitirati. Žena je pripremljena za izvršavanje svih poslova u domaćinstvu, polju, ona sakuplja plodove kaktusa, brine o djeci i plete košare. Košare Pima poznate su po svojoj ljepoti i lijepog su dizajna. Muškarac je vješt upotrebi luka i strijele, i spreman za rat ako zatreba. Neprijateljstvo s Apačima dovelo ih je u bliske odnose s bijelcima. Oni isprva pomažu naseljenicima, a i kasnije za vrijeme Kalifornijske zlatne groznice, štite kopače zlata koji prolaze njihovim teritorijem, kao i naseljenike od napada drugih plemena.

## Vanjske poveznice
- Pima Indians
- The Pima Indians  Arhivirana inačica izvorne stranice od 3. rujna 2006. (Wayback Machine)
- Pima Indians  Arhivirana inačica izvorne stranice od 3. siječnja 2006. (Wayback Machine)
- Foto galerija